# Wangen (Illerrieden)

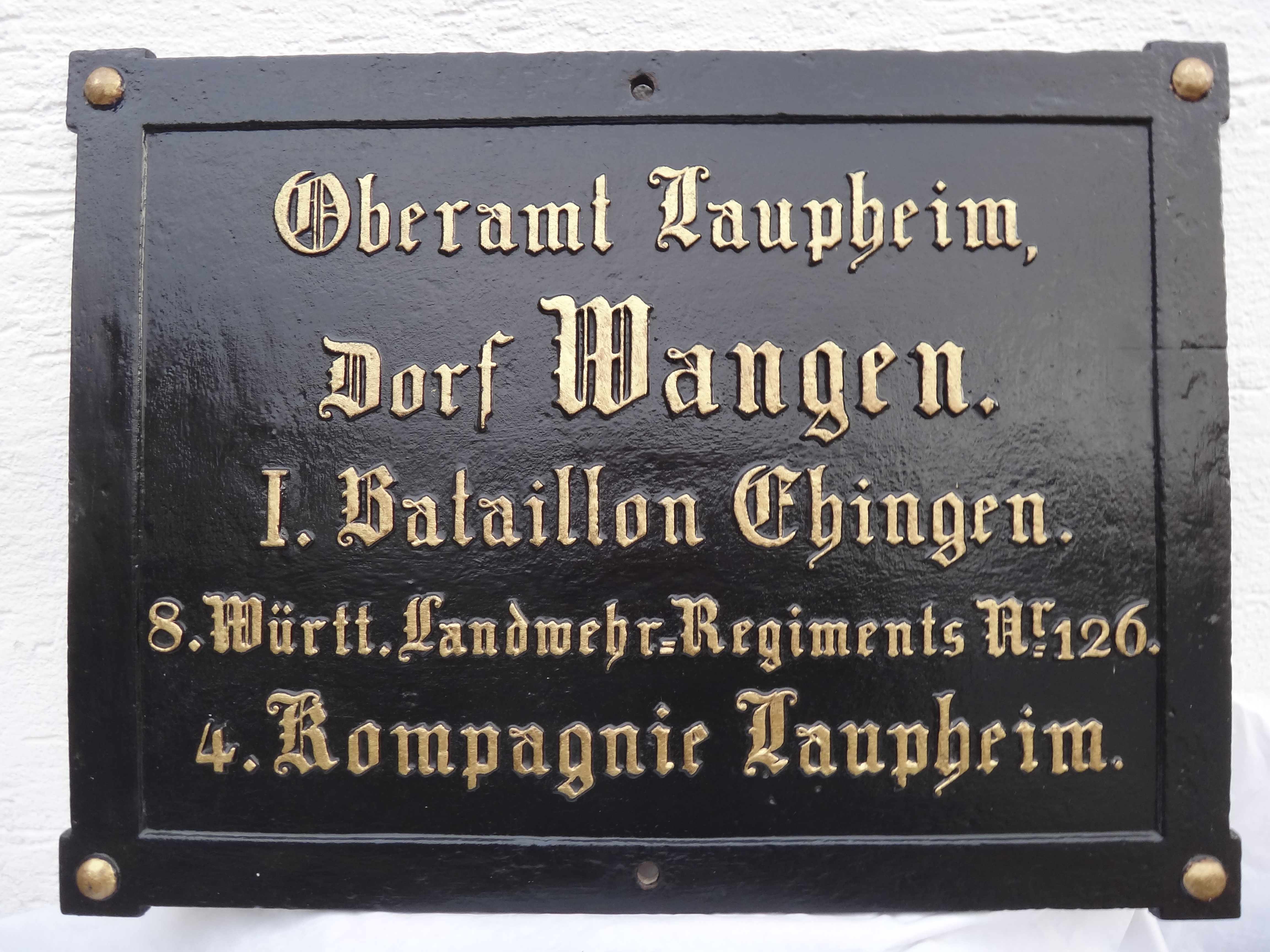
Historische Ortstafel Wangen

Wangen ist ein Ortsteil der Gemeinde Illerrieden im Alb-Donau-Kreis in Baden-Württemberg. Das Dorf liegt circa zwei Kilometer südlich von Illerrieden.

## Geschichte
Wangen wird 1239 erstmals urkundlich erwähnt. Der Ort gehörte zur Grafschaft Kirchberg. Mehrere Lehen kamen 1352 an die von Klingenstein, 1357 an die Roth, 1440 an die Low und im 17. Jahrhundert an die Grafen Fugger. Kirchbergische Lehen der von Herbishofen und Gossolt gelangten ebenfalls an die Roth beziehungsweise Low.
1805 kam Wangen an das Kurfürstentum Bayern und 1810 durch den Grenzvertrag zwischen Bayern und Württemberg an das Königreich Württemberg, wo der Ort dem Oberamt Wiblingen unterstellt wurde.
Wangen gehörte zunächst zu Illerrieden und wurde erst 1828 selbständige Gemeinde.
Die Gemeinde Illerrieden wurde am 1. März 1972 durch die Vereinigung der Gemeinden Illerrieden und Wangen neu gebildet.

## Bevölkerungsentwicklung
Es handelt sich um Einwohnerzahlen nach dem jeweiligen Gebietsstand bis 1970 und ohne den Ortsteil Illerrieden. Die Zahlen sind Volkszählungsergebnisse oder amtliche Fortschreibungen mit Archivierungen des LEO-BW Online-Informationssystems für Baden-Württemberg.
| Jahr      | 1852 | 1871 | 1880 | 1890 | 1900 | 1910 | 1925 | 1933 | 1939 | 1950 | 1956 | 1961 | 1970 |
| Einwohner | 264  | 217  | 257  | 224  | 202  | 210  | 207  | 209  | 224  | 316  | 302  | 315  | 426  |

## Kultur und Sehenswürdigkeiten
- Die Feldkapelle wurde 1770 an der Landesstraße erbaut. 1901 wurde sie abgerissen, im romanischen Stil wieder größer aufgebaut und am Wendelinustag 1904 eingeweiht. 1964 bis 1968 fanden umfangreiche Renovierungsmaßnahmen statt. Das Blechdach auf dem Turm wurde durch ein neues Ziegeldach ersetzt, der Backsteinbau wurde verputzt und gestrichen. Der Hochaltar wurde durch einen Altartisch ersetzt. Weitere Renovierungsarbeiten wurden 2004 und 2009 durchgeführt.
- Inmitten des Dorfes, neben der Wendelinuskapelle, befindet sich die Statue des Heiligen St. Wendelinus.
- Auf dem Friedhof befindet sich die Aussegnungskapelle des Dorfes.

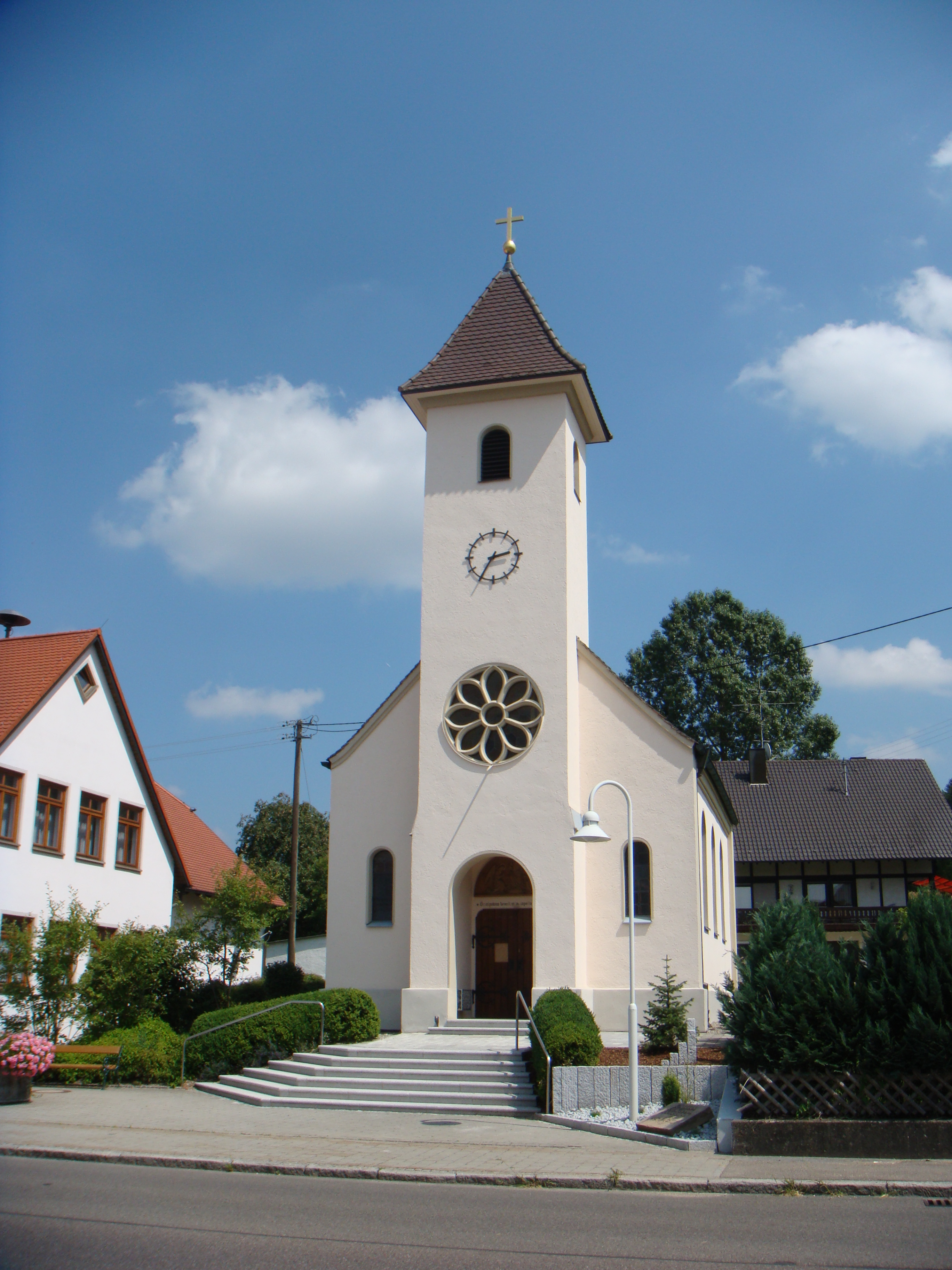
Wendelinuskapelle
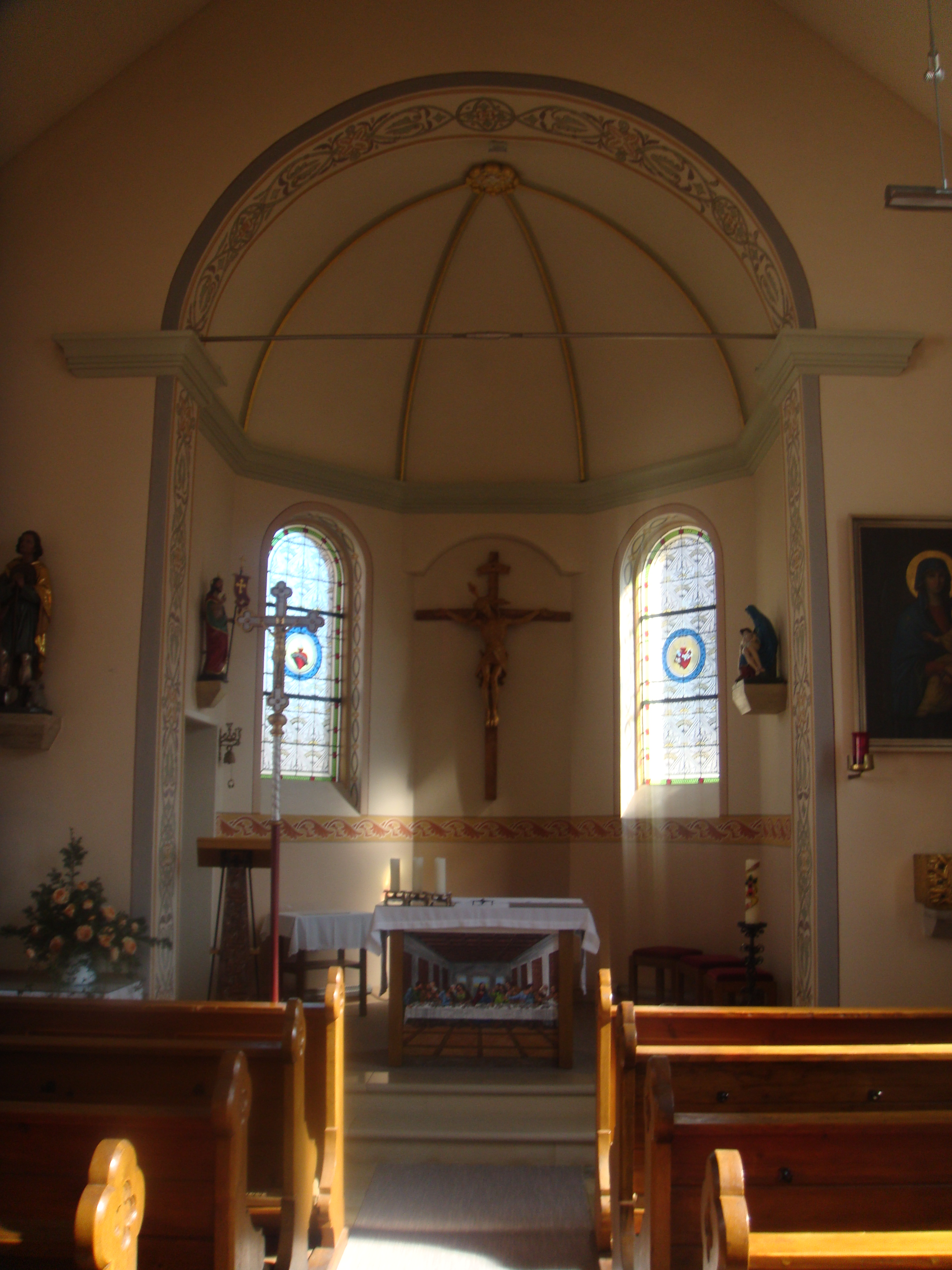
Altartisch der Kapelle
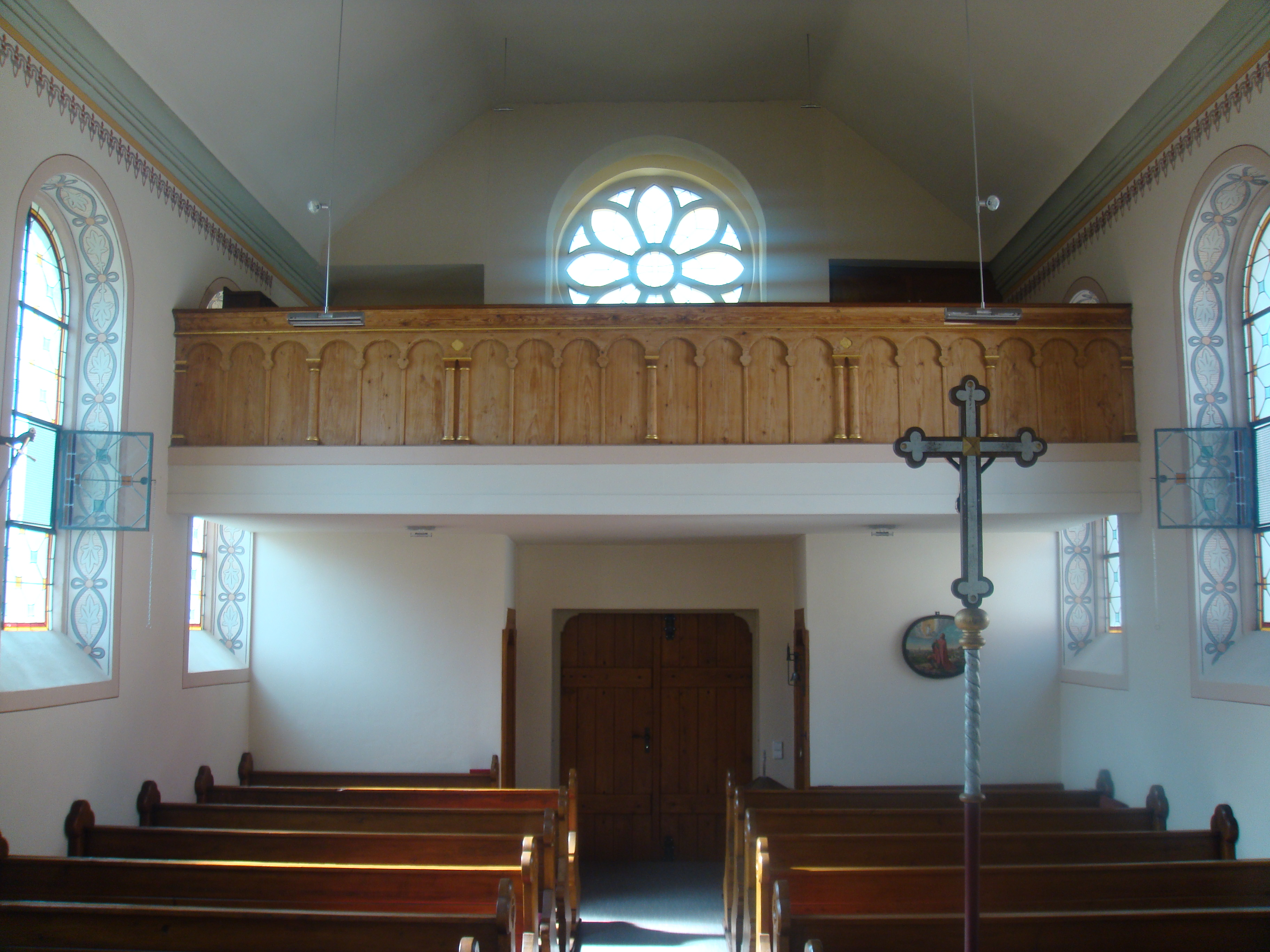
Empore in der Wendelinuskapelle
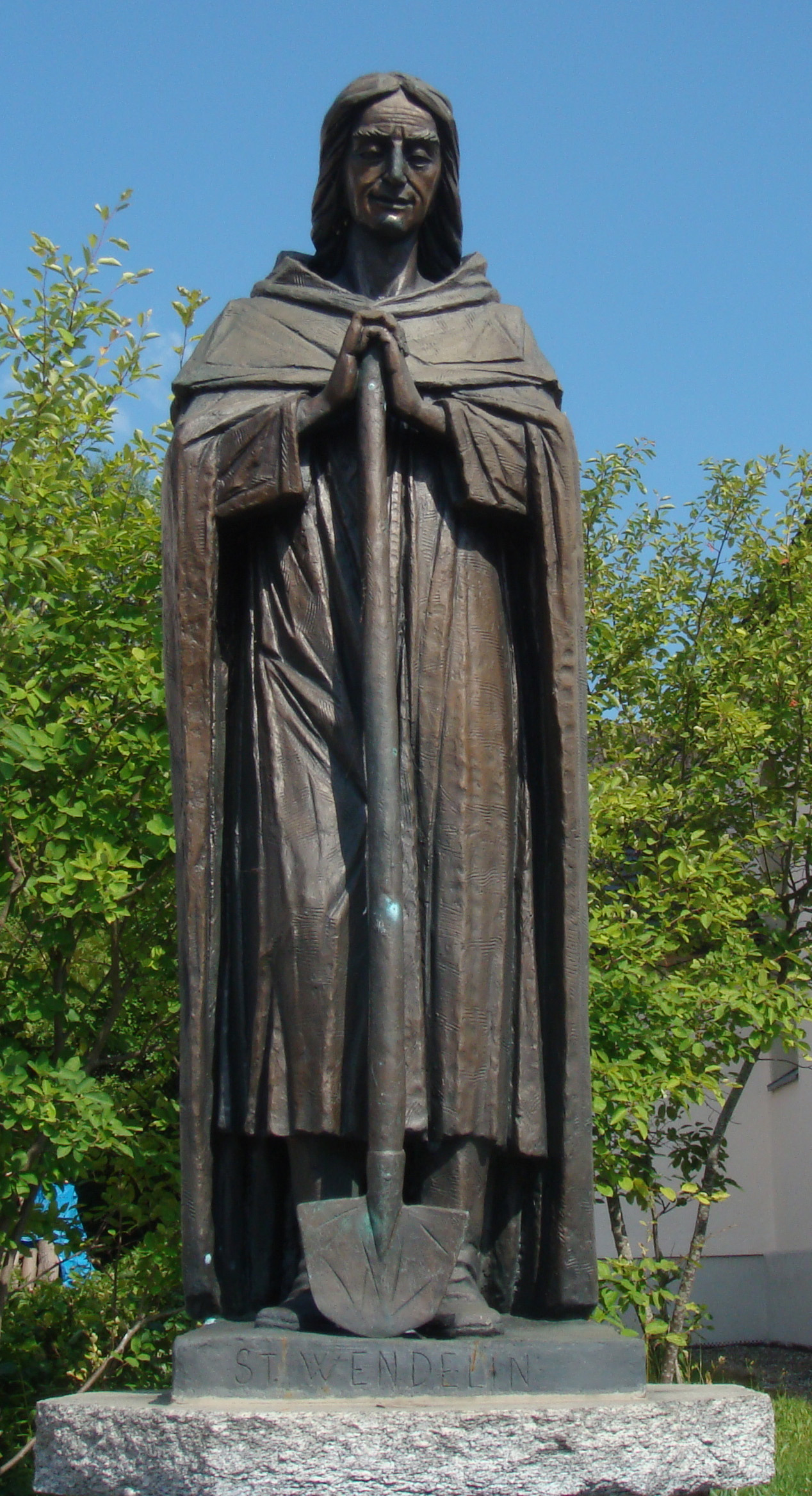
Statue des Heiligen St. Wendelin
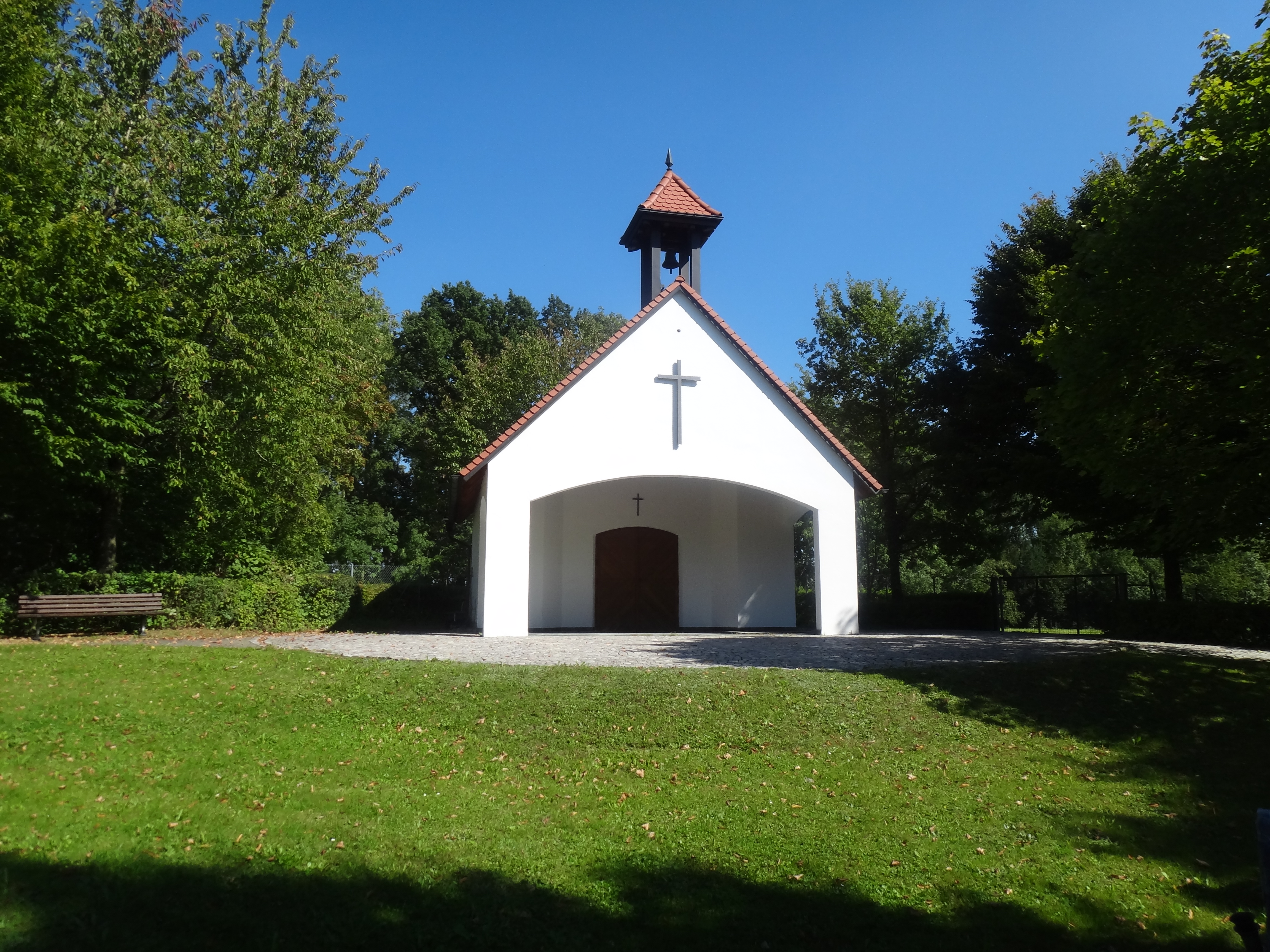
Aussegnungskapelle am Friedhof

## Sport- und Kulturvereine

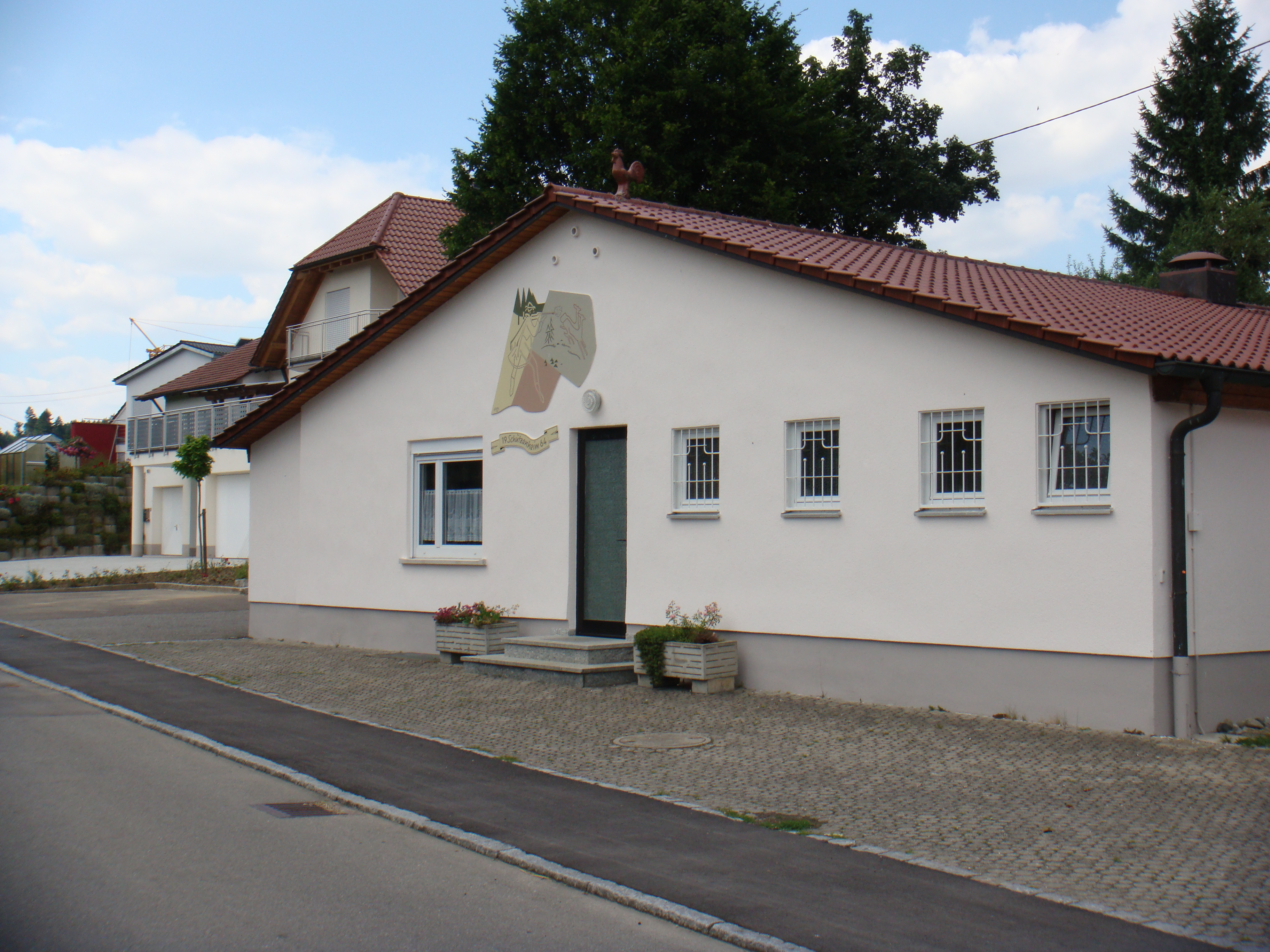
Vereinshaus vom Schützenverein „Wendelinus“

- Mandolinenclub Wangen
- Schützenverein „Wendelinus“